# Horatio Nelson
Lord Horatio Nelson (Burnham Thorpe (Norfolk, Anglia), 1758. szeptember 29. – Trafalgar-fok (Cabo Trafalgar, Andalúzia délnyugati partjánál), 1805. október 21.) angol altengernagy, a földközi-tengeri brit flotta parancsnoka, a Bath-rend lovagja, a napóleoni háborúk során több fontos tengeri ütközet, köztük a döntő jelentőségű trafalgari csata győztes hadvezére (e csatában maga is életét vesztette).

## Élete

### Ifjúkora
Horatio Nelson 1758. szeptember 29-én született a kelet-angliai Norfolk grófságban, Burnham Thorpe községben. Édesapja Edmund Nelson tiszteletes, édesanyja pedig Catherine Suckling volt. Nevét édesanyja nagybátyja, Horace Walpole író, politikus tiszteletére kapta, aki a "Nagy-Britannia 1. miniszterelnökeként" is emlegetett Robert Walpole fia volt. Szülei 1749-ben kötöttek házasságot Beccles községben, Suffolk grófságban, tizenegy gyermekük született, köztük hatodikként Horatio. 9 éves volt, amikor édesanyja meghalt.
North Walshamban és Norwich-ban járt iskolába, és 12 éves korában jelentkezett a Brit Királyi Haditengerészethez (Royal Navy). Pályafutása 1771. január 1-jén kezdődött, amikor a harmadosztályú (64 ágyús) HMS Raisonnable fregatt személyzetéhez osztották be tengerésznek és kormányfedélzeti tisztesnek (Ordinary Seaman and Coxswain). A fregatt parancsnoka, Maurice Suckling kapitány egyben Horatio anyai nagybátyja is volt, aki unokaöccsét hamarosan tengerészkadétté (midshipman) léptette elő, és tiszti képzésre küldte. Kiderült, hogy a fiú tengeribetegségben szenved, ez egész későbbi életét végigkísérte.
Nagybátyját 1775-ben haditengerészeti felügyelővé (Comptroller) nevezték ki, e minőségében segítette unokaöccsének gyors előrelépését. 1777-re Nelsont hadnagyi rangban a Nyugat-Indiákra küldték. Az amerikai függetlenségi háborúban, a felkelők ellen harcolva esett át a tűzkeresztségen.
1779 júniusában, 21 évesen kapitányi (post-captain) rangba lépett, és megkapta első parancsnoki megbízását, a franciáktól frissen zsákmányolt 28 ágyús HMS Hinchinbroke fregatton. 1780-ban Nicaraguában részt vett a spanyol San Juan erőd elleni támadásban. Az akció kudarcba fulladt, de Nelson dicséretet kapott a harcban mutatott teljesítményéért. Súlyos betegségbe esett (valószínűleg maláriát kapott), és egy éven át Angliában kellett maradnia. Visszatérve a HMS Albemarle fregatt parancsnokságát kapta meg, ezzel a hajóval harcolt az amerikai felkelők ellen 1783-ig, a függetlenségi háború hivatalos lezárásig.

### Kapitányi működése
1783-ban Nelson 100 emberével megpróbálta kiűzni a Turks-szigetek francia helyőrségét (sikertelenül). 1784-ben a HMS Boreas fregatt parancsnokává nevezték ki, és Antigua körzetébe küldték, hogy ott erőszakkal érvényesítse az 1651-es brit Tengerhajózási Törvényt (Navigation Act). Ez már az amerikai függetlenségi háború vége felé történt, a parancs végrehajtása jogi problémákat okozott. Az amerikai államok hajóit Anglia külföldinek minősítette és megtiltotta nekik, hogy a Karib-tengeren a brit gyarmatokkal kereskedjenek. Mind a gyarmatosok, mind az amerikaiak felháborodtak ezen. Amikor Nelson a nyugat-indiai Nevis szigeténél elfogott négy amerikai kereskedelmi hajót, ezek kapitányai és a nevisi kereskedők is panaszt nyújtottak be ellene illegális elkobzás miatt. Az eljárás nyolc hónapja alatt hajójának fedélzetén kellett maradnia. Kis híján börtönbe jutott, de bíróság végül elutasította a keresetet, és Nelson ismét szolgálatba léphetett. Kényszerű nevisi tartózkodása során megismerkedett egy helyi ültetvényes özvegyével, Frances „Fanny” Nisbettel (1761–1831), akit 1787. március 11-én elvett feleségül.

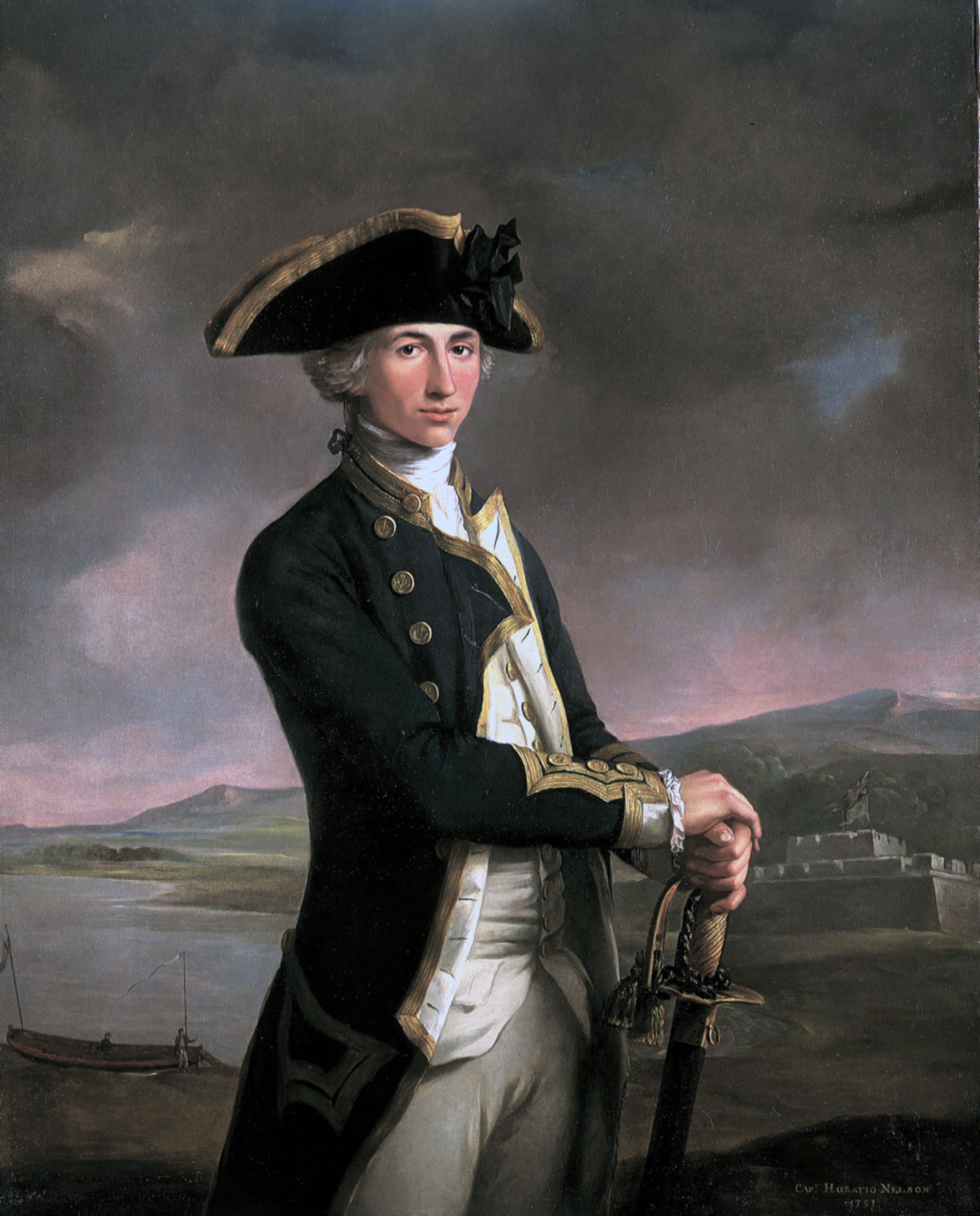
Horatio Nelson kapitány (J.F. Rigaud festménye).
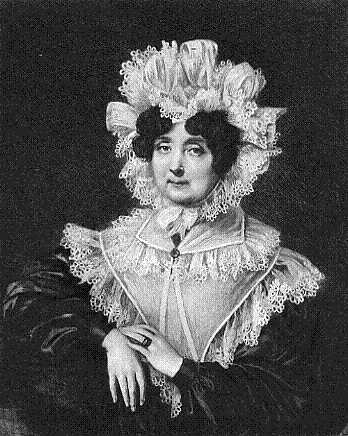
Frances „Fanny” Nisbet, Nelson felesége.
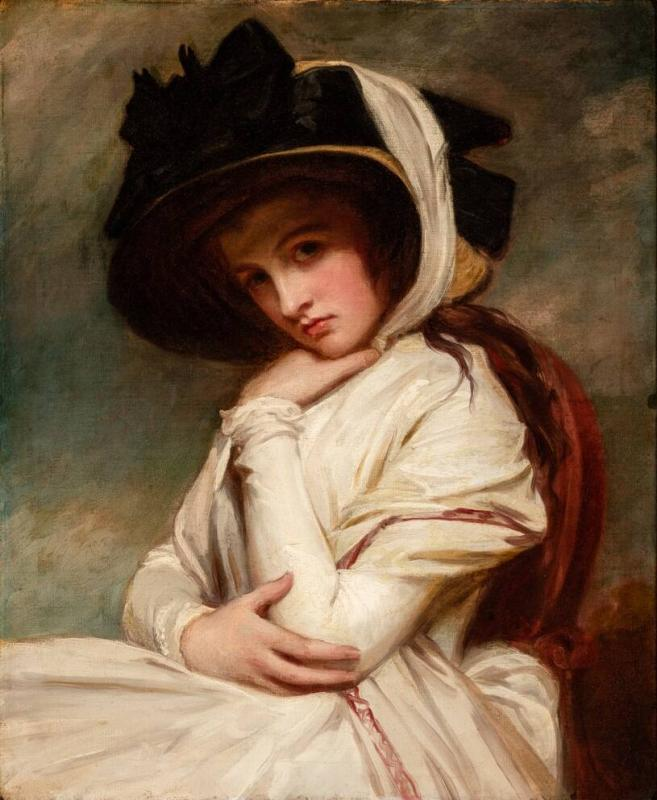
Emma Hamilton (G. Romney festménye).

1789 után néhány évig nem kapott parancsnoki beosztást, „szárazföldi kapitányként” fél fizetésen élt, ami a korabeli Royal Navy bevett gyakorlata volt békeidőben. 1793-ban, XVI. Lajos kivégzése után, amikor a francia kormány háborút indított a forradalom „exportja” érdekében, Nelsont is visszahívták aktív szolgálatba. A 64 ágyús HMS Agamemnon parancsnokaként egy sor harci bevetésen és tengeri csatában vett részt, amelyekkel megalapozta hírnevét.
Először a Földközi-tengerre küldték, a Nápolyi Királyság védelmére. Itt találkozott először az ifjú Emma Hamiltonnal, az idősödő Sir William Hamiltonnak, Nagy-Britannia nápolyi nagykövetének prostituáltból lett feleségével, Mária Karolina nápoly–szicíliai királyné bizalmasával.
1794-ben a korzikai Calvi erődjének ostrománál egy, a közelben becsapódó ágyúgolyó által felcsapott törmeléktől súlyos arcsérülést szenvedett és elveszítette jobb szemét.
1796-ban Sir John Jervis tengernagy lett a Földközi tengeri brit flotta főparancsnoka. Nelsont hajóraj-parancsnokká (commodore) nevezte ki. Mivel a leharcolt HMS Agamemnon-t javításra küldték Angliába, Nelson parancsnoki álláspontját a 74 ágyús HMS Captain-en, majd a francia építésű HMS Minerve fregatton rendezte be. Az év folyamán önállóan operált a francia és spanyol partok mentén.

### Tengernagyi működése
1797. február 14-én Nelson hajóraja döntő szerepet játszott a Cape St. Vincent-i tengeri ütközet sikerében. Látványos és vakmerő akciót hajtott végre. A brit flotta – Jervis tengernagy flottaparancsnok utasítására – szél menti csapáson hajózott („tack in line”), de Nelson a parancsot megtagadva szél alatt megperdítette hajóit. A gyors irányváltással megakadályozta a spanyol flotta elmenekülését. Egymaga két ellenséges hajót kényszerített megadásra, a foglaló különítmények vezetőjeként személyesen lépett az elfogott hajók fedélzetére. Magas rangú tisztek részéről az ilyesmi szokatlan és merész tettnek számított, Nelson személyes tekintélye megnőtt.
E győzelem másnapján Nelsont a Bath-rend lovagjává ütötték. Áprilisban ellentengernaggyá (Rear Admiral of the Blue) léptették elő, ami a Királyi Haditengerészetnél a kilencedik legmagasabb rangot jelentette. Még ugyanebben az évben Nelson a HMS Theseus fedélzetén részt vett a Santa Cruz de Tenerife elfoglalására indított sikertelen expedícióban. Egy muskéta lövedéke szétzúzta jobb felkarcsontját. Az üszkösödés okozta halál megelőzésére szinte teljes jobb karját amputálták. 1797. december közepéig szolgálatképtelenné vált. Feleségével együtt Ipswichbe (Suffolk grófságba) költöztek.

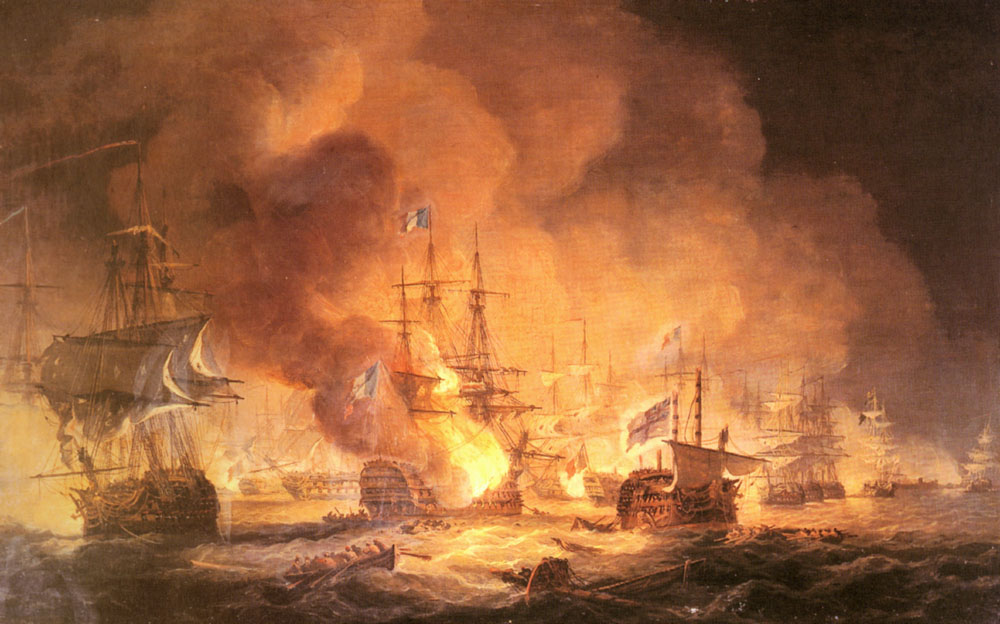
A nílusi csata (Thomas Luny festménye).

1798. augusztus 1-jén Nelson az Abukír előtti tengeröbölben vívott nílusi csatában újabb jelentős stratégiai győzelmet aratott. A vereség meghiúsította Napóleonnak a közel-keleti brit gyarmatok elfoglalására szőtt terveit, expedíciós hadereje Egyiptomban rekedt. Napóleon megpróbált a Földközi-tenger partján észak felé kitörni, de Akkó ostromát fel kellett adnia. Visszatért Franciaországba, kijátszva a rá vadászó brit flottaegységeket. A látványos győzelemért Nelsont „nílusi bárói” rangra emelték. (Nelson többször kifejezte csalódását az alacsony presztízsű cím miatt. Arisztokrata származású parancsnokát, Jervis tengernagyot brit grófi rangra (Earl of St. Vincent), Arthur Wellesleyt később hercegi rangra (Duke of Wellington) emelték. Nelson élete végéig panaszkodott, hogy őt alacsony sorból való származása, és politikai kapcsolatainak hiánya miatt mellőzik).
1798 decemberében Championnet francia tábornok csapatai elfoglalták a Nápolyi Királyságot, 1799. január 24-én kikiáltották a Parthenopéi Köztársaságot. Nelson flottája ismét Nápolyba érkezett, hogy fedezze a királyi pár, IV. Ferdinánd nápolyi király és Mária Karolina királyné menekülését Szicíliára. Nelson ellentengernagyot előléptették Rear Admiral of the Red rangba, a Királyi Haditengerészet hetedik legmagasabb rendfokozatába. Zászlóshajója a HMS Foudroyant csatahajó volt, flottaegységei – Usakov orosz tengernaggyal és a nápolyi királyi hadsereggel együtt – júliusra felszámolták a felkelést. Ferdinánd király Nelsont Bronte  hercegévé emelte.
Nápoly visszafoglalása után Nelson tétlenül szemlélte, ahogy a királyi hadsereg lemészárolja a fogságba esett köztársasági vezetőket annak ellenére, hogy ezek a britektől menlevelet kaptak, hogy letegyék a fegyvert. Nelsonnak több oka is volt, hogy eltűrje a háborús bűncselekményeket: Brit királyi főtisztként engesztelhetetlenül gyűlölte a jakobinusokat, másrészt nápolyi royalista főnemesként (Bronte hercegeként) küzdött minden helyi plebejus és köztársasági törekvés ellen. Nelson hívei az abukíri öbölben szerzett fejsérülésével magyarázzák méltatlan viselkedését. Mai értékelői is elítélik a nápolyi felkelés leverésekor játszott dicstelen szerepét. Bűnrészessége miatt az Admiralitás hazarendelte őt Angliába.
Nápoly felszabadítása során azonban Nelson ismét találkozott Lady Hamiltonnal, aki – Nelson rokkantsága ellenére – hamarosan a szeretője lett, és visszatért Angliába, hogy nyíltan együtt éljen vele (és a férjével is, hármasban). A botrányos kapcsolatból egy leány is született, Horatia Nelson. A nyilvánosság előtt zajló, az újságokban is tárgyalt affér miatt az Admiralitás inkább úgy döntött, ismét tengerre vezényli Nelsont, hogy elszakítsa Lady Hamiltontól.
1801. január 1-jén altengernaggyá (Vice Admiral of the Blue) léptették elő, ez volt a Királyi Haditengerészet hatodik legmagasabb rendfokozata. Április 2-án részt vett koppenhágai tengeri csatában, amelynek célja Dánia, Svédország és Oroszország fegyveres semlegességének megtörése volt. Az ütközet során Sir Hyde Parker brit flottaparancsnok visszavonulást rendelt el, de Nelson a parancs ellenére folytatta a támadást. Győzelmet aratott, és májusban kinevezték a Balti-tengeri brit flotta főparancsnokának. Május 22-én vikomti rangra emelték (Viscount, jelentése kb. „várgróf”), sőt augusztus 18-án a Nílus és Hilborough bárójává (Baron) kreálták.
Mivel Napóleon Nagy-Britannia megszállására készült, Nelsont a La Manche védelmére rendelték. 1801. október 22-én azonban Anglia és Franciaország fegyverszünetet kötött, és Nelson – rossz egészségi állapotban – hazatérhetett Angliába barátaihoz, Sir William Hamiltonhoz és Lady Hamiltonhoz. Hármasban beutazták Angliát és Walest. 1802-ben Nelson megvásárolta a Merton Place udvarházat Surrey grófságban (ma Délnyugat-London), ahol egy darabig együtt lakott Emma Hamiltonnal. Ugyanebben az évben az Oxfordi Egyetem (University of Oxford) tiszteletbeli doktorává avatták.

### Győzelme és halála Trafalgarnál
Az amiens-i béke nem bizonyult tartósnak. Nelsont hamarosan kinevezték a földközi-tengeri brit flotta parancsnokává. Zászlóshajónak a HMS Victory-t választotta, és 1803 májusában csatlakozott a touloni hadikikötő blokádjához. Két évig nem tette lábát szárazföldre.
1804. április 23-án Nelson altengernagy még a tengeren volt, amikor (Vice Admiral of the White) rangba, a Királyi Haditengerészet ötödik legmagasabb rendfokozatába léptették elő. 1805 elején a francia flotta kitört Toulonból, és a Nyugat-Indiák felé vett útját. Elkeseredett üldözés és a Finisterre-foki tengeri csata után sem sikerült feltartóztatni őket. 1805 nyarán Nelson egészsége megromlott. Hazatért mertoni otthonába, de már szeptember 13-án ismét az Admiralitásra hívták. Feljegyezték, hogy az Admiralitás folyosóján Nelson elbeszélgetett a szintén ott várakozó Arthur Wellesley gróffal, a későbbi Wellington herceggel, aki Indiából tért haza jelentéstételre. Ez volt Anglia két legünnepeltebb háborús hősének egyetlen személyes találkozása. Nelson az Admiralitástól azt a megbízást kapta, hogy szálljon szembe az egyesült francia és spanyol flottával, amely Cádiz kikötőjében gyülekezett, Villeneuve tengernagy parancsnoksága alatt.

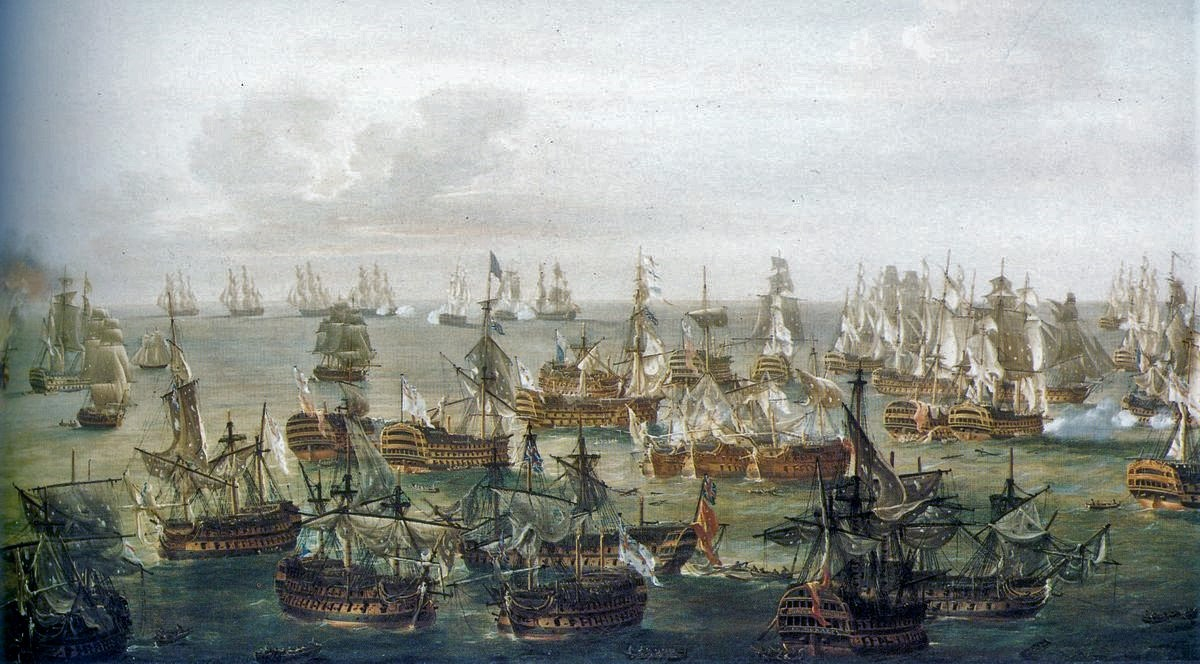
A trafalgari csata (Nicholas Pocock festménye).
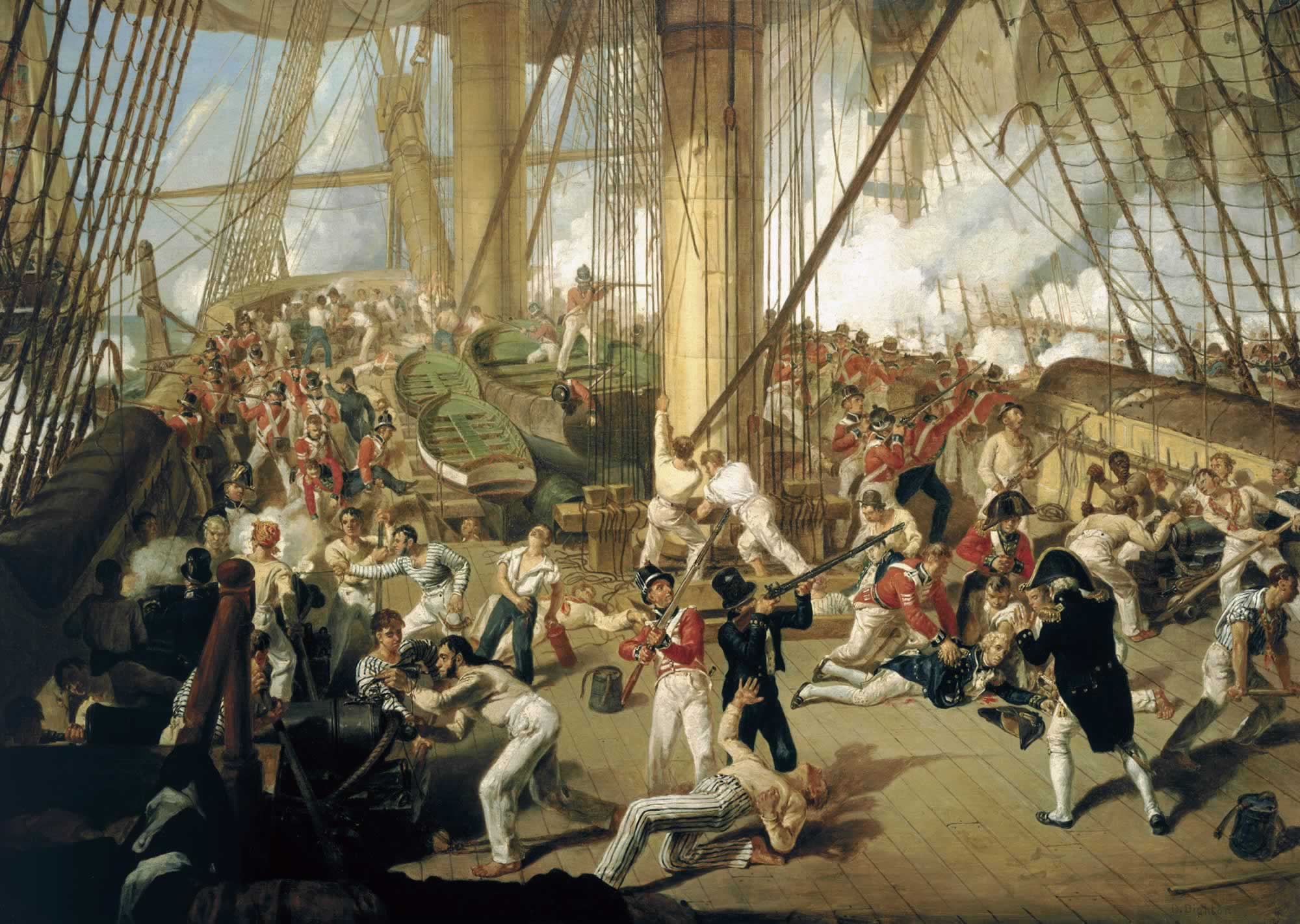
Nelsont halálos lövés éri (Denis Dighton festménye, 1825 körül).
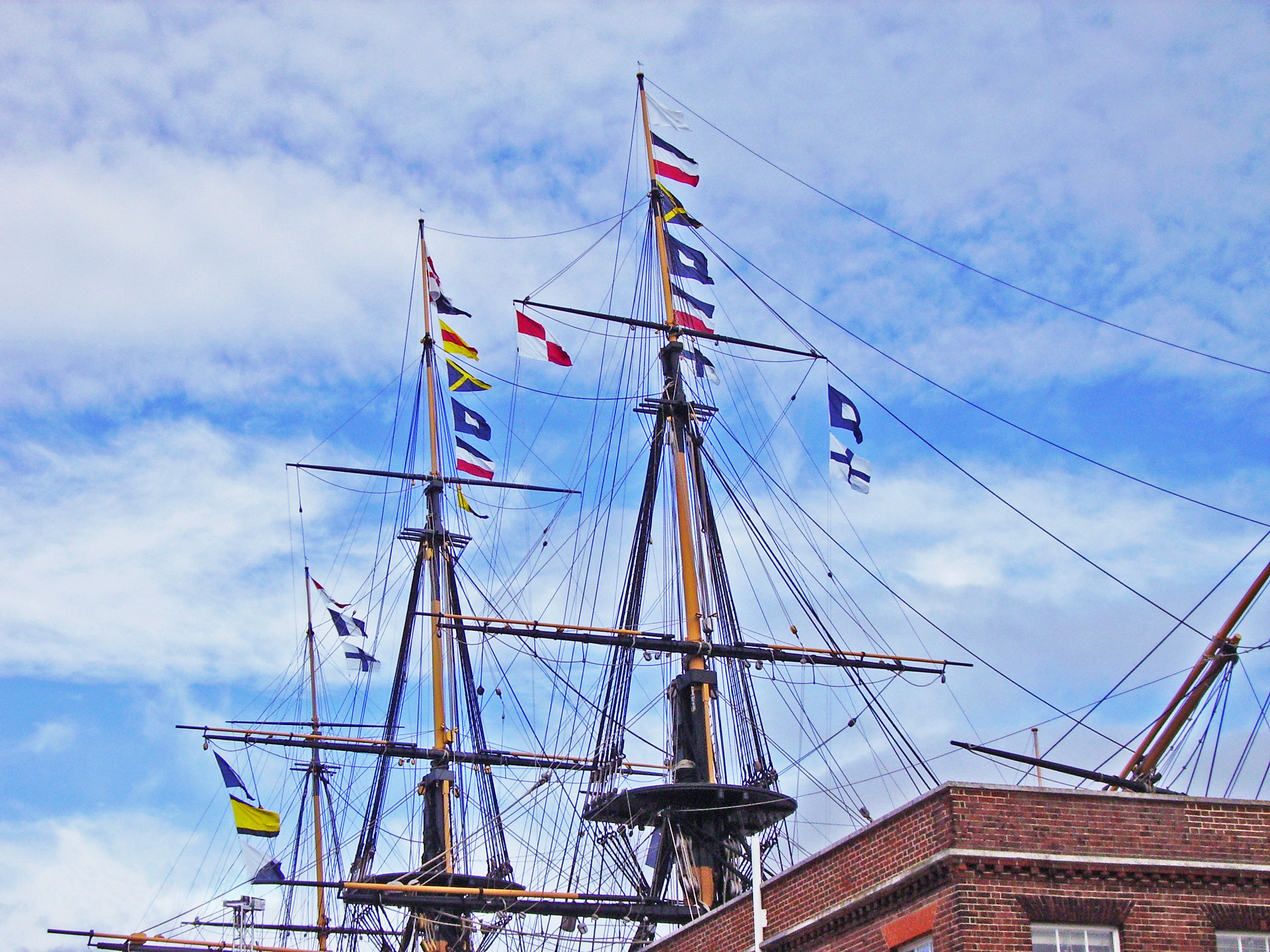
Nelson parancsa a HMS Victory jelzőárbócán, a csata 200. évfordulóján.
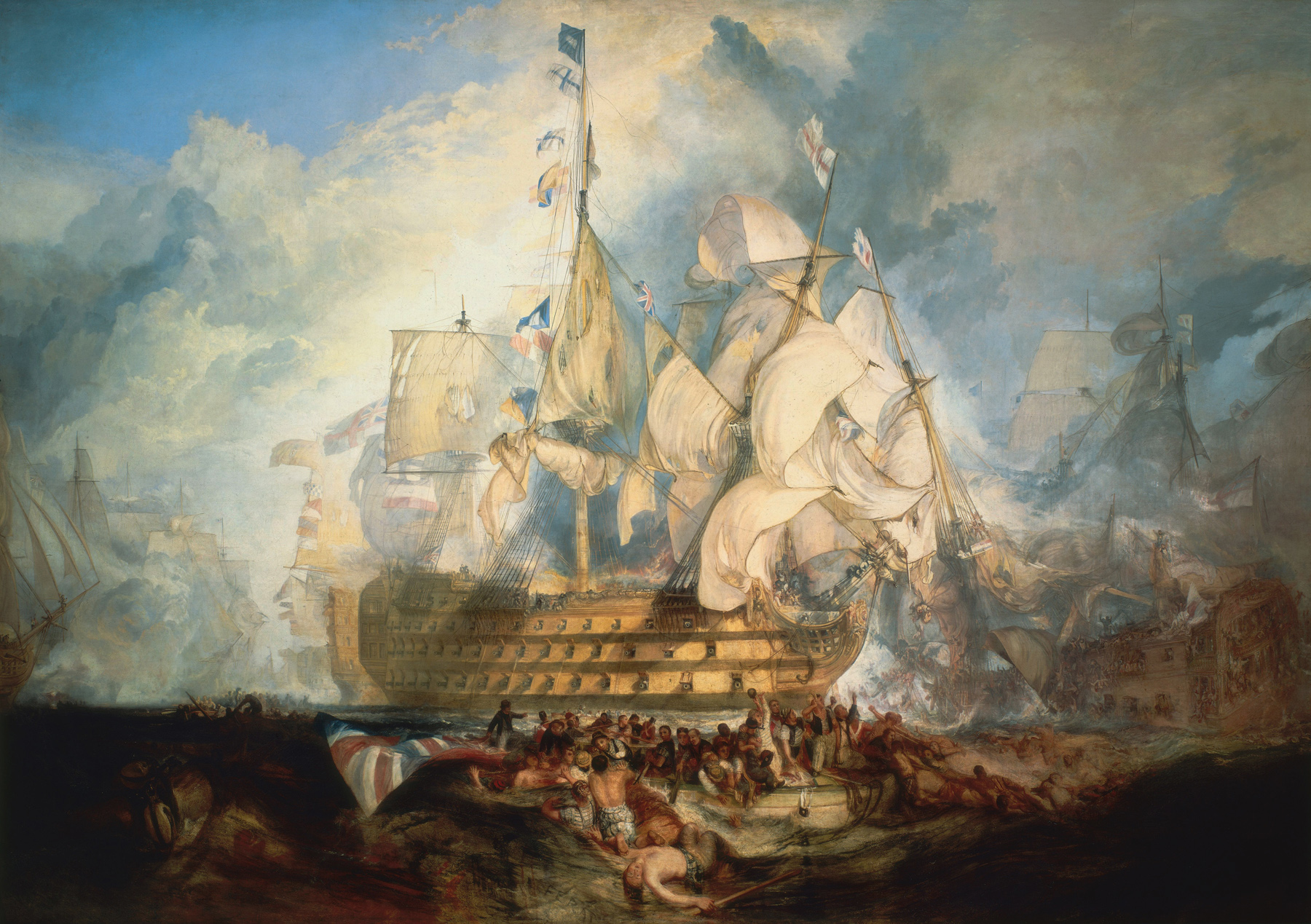
A trafalgari csata (William Turner olajfestménye, 1822).

Napóleon ismét a brit szigetek elfoglalására készült, de úgy ítélte, hogy hadiflottája nem tudná biztosítani a csapatok átszállítását a La Manche-on, ezért erőit más hadszínterekre irányította. Október 19-én a francia és spanyol flotta kifutott Cádizból. 1805. október 21-én Nelson 27 hajójával az andalúziai Trafalgar-fok (Cabo Trafalgar) közelében megtámadta a 33 hajóból álló ellenséges flottát. A csata kezdetén ezt a zászlójelzést húzatta fel a HMS Victory jelzőárbócára: „Anglia elvárja, hogy mindenki megtegye kötelességét” („England expects that every man will do his duty”).
A HMS Victory harcképtelené tette a francia zászlóshajót, a Bucentaure-t, majd a Redoutable ellen fordult. A harcban a két hajó olyan közel került egymáshoz, hogy az árbóckosarakban ülő lövészek közvetlenül lőhették a HMS Victory fedélzetét. Nelsont mintegy 15 méter távolságból eltalálták, a golyó átment a tüdején és a gerincében állt meg. A tengernagy néhány óra múlva belehalt sérülésébe, de még élt, amikor hajói győzelmesen befejezték az ütközetet. A puskagolyót, amely megölte, ma a windsori királyi kastélyban őrzik.
A trafalgari csatavesztés katasztrófát jelentett a Francia Császárságnak. Napóleonnak végleg le kellett mondania Anglia elfoglalásáról. A vereségért Villeneuve tengernagyot hibáztatta, aki 1806-ban – a meghurcoltatástól tartva – Rennes-ben öngyilkosságot követett el.

### Temetése
A csata után a HMS Victoryt Gibraltárba vontatták. Nelson tengernagy holttestét egy brandyvel töltött hordóba helyezve védték a felbomlás ellen. (Legenda született, hogy az út során a tengerészek leitták volna a hordó tartalmát, makarónit használva szívószálként. Ez pletykának bizonyult, mivel a hordót mindvégig fegyveres őrizet alatt tartották, és a hivatalos szemtanúk szerint érintetlenül érkezett Portsmouth-ba. Mégis, a brit tengerészek máig úgy hívják az illegális italozást, hogy „Tapping the Admiral” („csapra verjük a tengernagyot”).
A holttestet Londonba vitték, itt Lord Nelson tengernagy teljes állami dísztemetésben részesült. Ilyen végtisztességet a brit királyi család tagjain kívül mindmáig csak öt személy kaphatott (köztük Wellington hercege, és Sir Winston Churchill). Nelson fakoporsóját a nílusi csatában elfogott L’Orient francia csatahajó főárbócából faragtak ki. Ezt egy kőszarkofágba helyezték, amely eredetileg Thomas Wolsey érsek számára készült a 16. században, de kegyvesztésekor VIII. Henrik király elkoboztatta, és a királyi kincstárban helyeztette el, és III. György király most Nelsonnak adományozta. A trafalgari győztest a Szent Pál-székesegyház kriptájában helyezték örök nyugalomra.

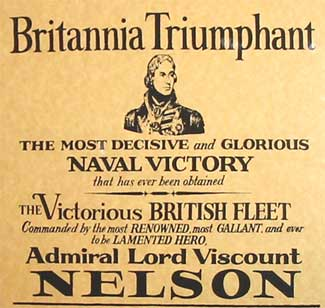
Plakát 1805-ből, a trafalgari csata hírével.
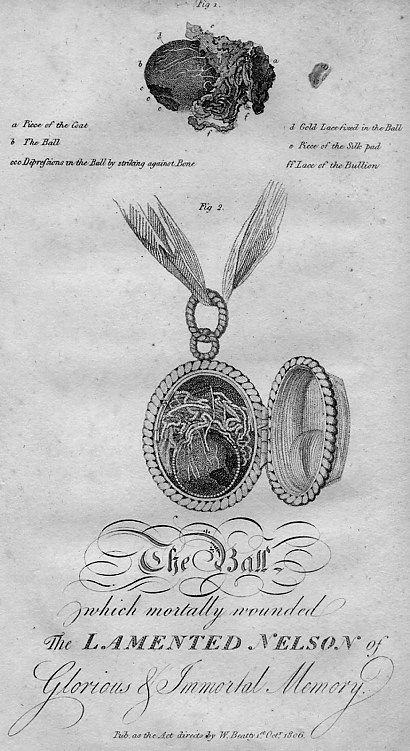
A Nelsont halálra sebző puskagolyó.
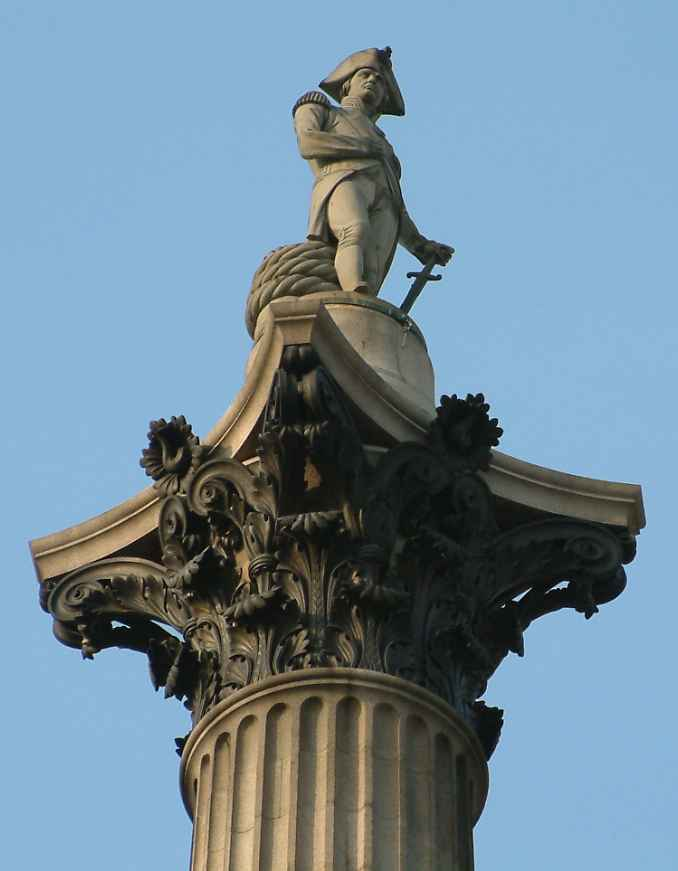
Nelson emlékoszlopa a londoni Trafalgar Square-en.
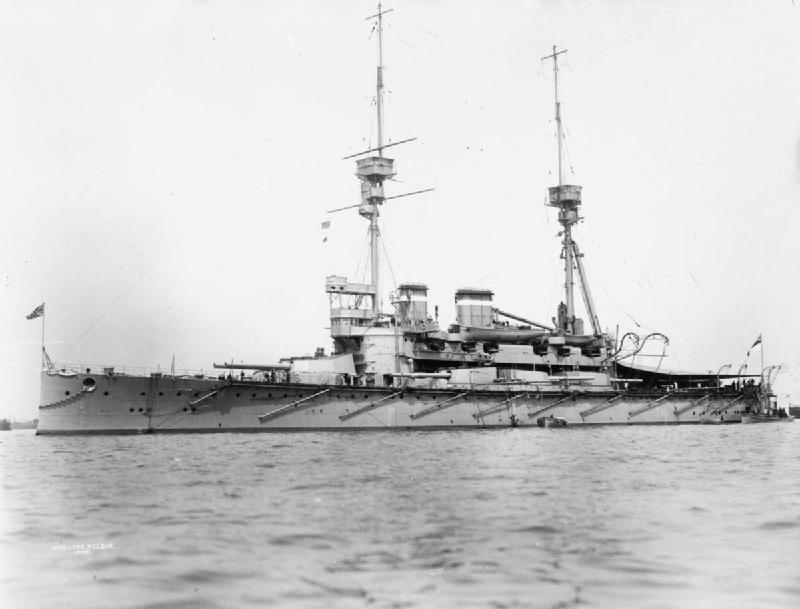
A Nelson tiszteletére elnevezett 15 600 tonnás HMS Lord Nelson brit pre-dreadnought csatahajó.
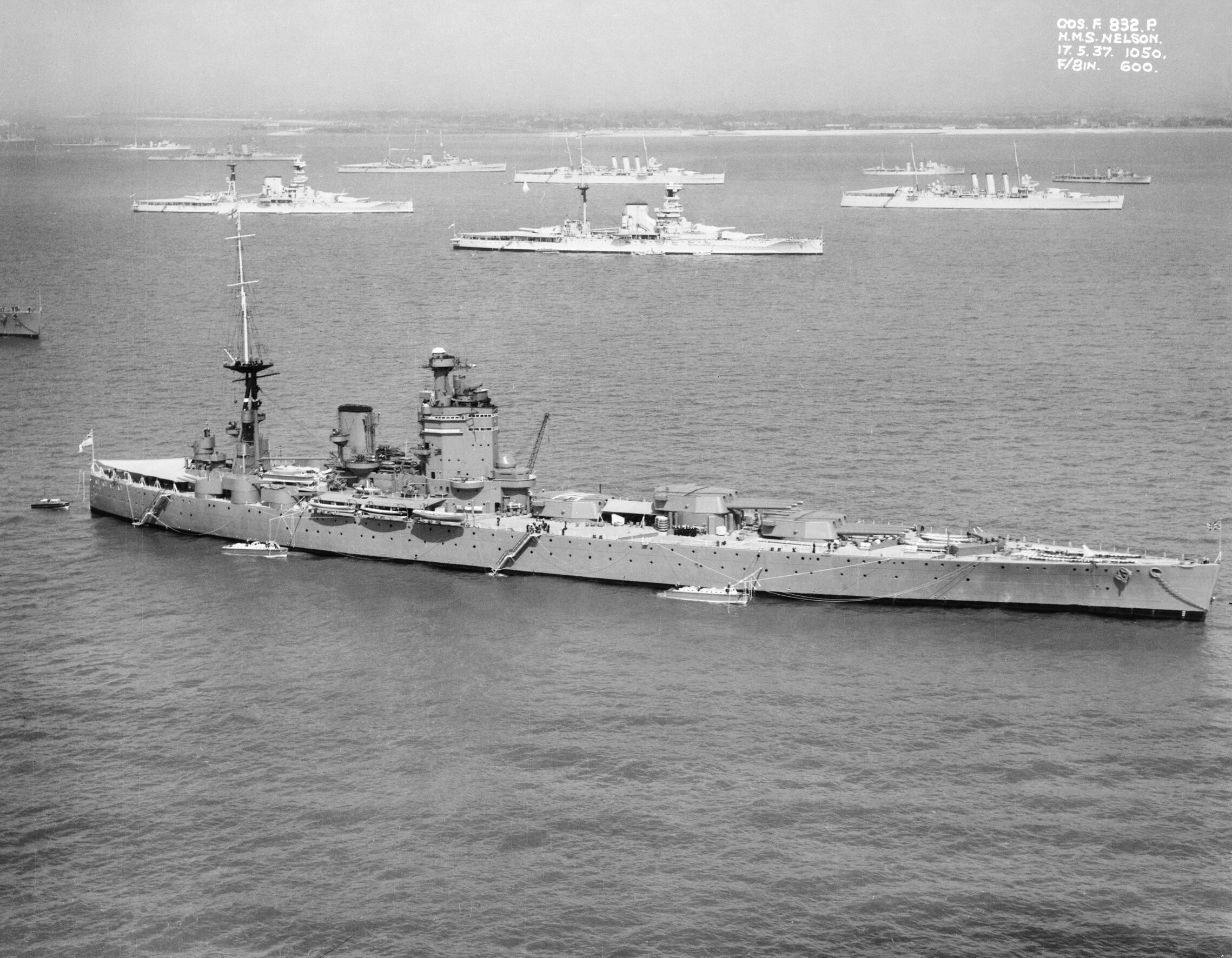
A Nelson tiszteletére elnevezett 37 000 tonnás HMS Nelson brit csatahajó 1937-ben.

## Emlékezete
- Nelson híres parancsa: „Anglia elvárja, hogy mindenki teljesítse kötelességét” („England expects that every man will do his duty”) világszerte szállóigévé vált.
- A londoni Trafalgar téren áll a monumentális Nelson Emlékoszlop (Nelson’s Column).
- Nelson síremléke a Szent Pál-székesegyházban (St Paul’s Cathedral) déli szárnya alatt található.
- A személyéhez kötődő tárgyakat a portsmouth-i Királyi Haditengerészeti Múzeumban (Royal Naval Museum), a greenwichi Állami Haditengerészeti Múzeumban (National Maritime Museum), és a londoni Lloyd's Gyűjteményben tekinthetők meg.
- Első emlékoszlopát alig egy évvel halála után, 1806-ban Glasgow Greenben emelték. További emlékműveket építettek később Edinburgh-ben, Birminghamben (1809), Liverpoolban és Barbadoson is.
- Saját tisztjei és tengerészei, akik vele harcoltak a Trafalgar-foknál, 1807-ben emlékoszlopot emeltek Portsmouth-tól északra, a Portsdown Hillen.
- Great Yarmouth-ban, ahonnan Nelson utolsó útjára indult, 1819-ben nagy emlékművet építettek, amit „Britannia Monument”-nek is neveznek.
- Nelson mertoni udvarháza ma már nem látható, lebontották, helye beépült. A környéken számos utcanév, cégnév és a Merton Parkban a Nelson Kórház őrzi a tengernagy emlékét.
- Az Ír Köztársaság fővárosában, Dublinban álló Nelson emlékoszlopot 1966-ban az IRA emberei felrobbantották.
- Nagy-Britannián kívül számos helységet neveztek el Nelsonról: az új-zélandi Nelson városát, a kanadai Nelson-szigetet (Brit-Columbiában).
- Nevis szigetén, a Nyugat-Indiákon, ahol feleségével megismerkedett, a Nelson-forrás és a Nelson-kilátó őrzi emlékét.
- A Királyi Haditengerészet (Royal Navy) minden év október 21-én megünnepli a Trafalgar-napot, és méltatja Nelson „halhatatlan emlékezetét”.
- Nelson zászlóshajója, a HMS Victory ma is megtekinthető a portsmouth-i Haditengerészeti Támaszpont (Portsmouth Naval Base) területén fekvő Királyi Haditengerészeti Múzeumban (Royal Naval Museum).
- A puskagolyót, amely Nelsont megölte, a windsori királyi kastélyban (Windsor Castle) őrzik. Az egyenruha, amelyet a csata idején viselt, a greenwich-i Állami Tengerészeti Múzeumban (National Maritime Museum) található.
- Nelson egyik hajtincsét 1905-ben, az orosz–japán háború után a Brit Királyi Haditengerészet a Japán Császári Haditengerészetnek ajándékozta, a csuzimai győzelem emlékére. Ma is látható a japán haderő múzeumában.

## Utódai, családtagjai, címei
Lord Nelsonnak nem születtek törvényes gyermekei. Szeretője, Emma Hamilton egyetlen leányt szült neki, Horatiát. A leány 13 éves volt, amikor anyja nagy szegénységbe jutva meghalt (1815). Horatia feleségül ment Philip Ward kenti tiszteleteshez, 9 gyermekük született, Lord Nelson unokái:
- Horatio Nelson Ward (* 1822. december 8.)
- Eleanor Philippa Ward (* 1824 áprilisában)
- Marmaduke Philip Smyth Ward (* 1825. május 27.)
- John James Stephen Ward (* 1827. február 13.)
- Nelson Ward (* 1828. május 8.)
- William George Ward (* 1830. április 8.)
- Edmund Ward (* 1832. július 10.)
- Horatio Ward (* 1833. november 24.)
- Philip Ward (* 1834.) és
- Caroline Ward (* 1836 januárjában)

Miután Lord Nelson törvényes örökös nélkül halt meg, az 1798-as vikomti és nílusi bárói címei halálával megszűntek. Az 1801-ben kapott nílusi és hilborough-i bárói címét viszont, az adománylevél külön záradéka alapján Lord Nelson öccse, William Nelson örökölhette. A bátyja által tett szolgálatok elismeréseképpen William később grófi címet is kapott (Earl Nelson of Trafalgar and Viscount Merton of Surrey). Ez a cím ma is él.

## Érdekesség
Éppen Nelson születésének évében (1758) kezdték el építeni a Victory-t is, azt a hajót amelyen aztán életét vesztette a híres csatában. A Victory ma a világ legtovább aktív szolgálatban álló hadihajója, jelenleg a dél-Angliai Portsmouth haditengerészeti múzeumának szárazdokkjában áll.

## Külső hivatkozások
- Az Egyesült Királyság tengernagyi rendfokozatai (angolul).
- Életrajza
- Nelson of Norfolk (Archant Newspapers)
- Nelson Chronology World History Database
- Nelson szobra Barbadoson
- Benjamin West: Nelson halála(1806)
- Nelson személyének szentelt honlap
- A Nelson Társaság (The Nelson Society) honlapja
- A Haditengerészeti Társaság (The Marine Society) honlapja
- Élet a HMS Victory hajó fedélzetén (oktatási segédanyag)
- William Beatty: Lord Nelson halála (1807), a Gutenberg Projektből
- Trafalgar 200. évfordulójának szentelt honlap
- Írások Nelsonról (Oxonian Review of Books)
- A trafalgari csata animációs megjelenítése
- HMS Victory képgaléria (MaritimeQuest honlap)
- A Nelson kastély, Brontéban (Olaszország)
- Nelson biográfiák

### Magyarul
- Southey Róbert: Nelson életrajza; ford., jegyz. Reményi Antal; Akadémia, Bp., 1902 (A Magyar Tudományos Akadémia Könyvkiadóvállalata. U. F.)

## Szépirodalom, játékfilm
Lord Nelson, a népszerű háborús hős, és romantikussá eszményített szerelme, Emma Hamilton számos szépirodalmi műben és játékfilmben megjelenik. A legismertebbek:
- Susan Sontag: The Volcano Lover: A Romance
- Amber Benson – Christopher Golden: Ghosts of Albion
- James Joyce: Ulysses c. regényének szereplője, Stephen Dedalus, az „egykarú liliomtipró” („one-handed adulterer”) egyértelmű utalás Nelson viselt dolgaira
- Az 1941-ben készült That Hamilton Woman c. amerikai játékfilmben (rendezte Korda Sándor) Lord Nelsont Laurence Olivier alakította. Lady Hamiltont Vivien Leigh játszotta, aki a valóságban Olivier felesége (korábban szeretője) volt.
- C. S. Forester Horatio Hornblower című, 1937–1966 között írt regénysorozatában a címszereplő Hornblower kapitányt Lord Horatio Nelsonról mintázta. A regényből 1951-ben angol játékfilm készült, Captain Horatio Hornblower R.N. címmel, rendezte Raoul Walsh. Magyarországon Őfelsége kapitánya címmel játszották, a címszerepet Gregory Peck, nagy szerelmét, Barbara Wellesley-t Virginia Mayo játszotta. A Hornblower történetekből 1998–2001 között többrészes amerikai tv-sorozat is készült, Andrew Grieve rendezésében.